# 北海新繹杯世界囲碁オープン
北海新繹杯世界囲碁オープン（ほっかいしんえきはい せかいいごオープン、北海新绎杯世界围棋公开赛）は、囲碁の国際棋戦。2025年に開催。広西壮族自治区北海市で行われる。
- 主催 中国囲棋協会、広西壮族自治区体育局、北海市人民政府
- 共催 広西社会体育発展センター、北海市旅遊文体局、北海新繹遊船有限公司
- 後援 広西囲棋協会
- 優勝賞金 180万元

## 方式
- 出場者は64名。トーナメント戦で、決勝は三番勝負。
- ルールは中国ルール。コミは7目半
- 持ち時間は各2時間、60秒の秒読み5回

## 結果
| 4回戦(2025/4/14) - 王星昊（中国） - 許家元（日本） - 李維清（中国） - 一力遼（日本） - 李欽誠（中国） - 楊鼎新（中国） - 檀嘯（中国） - 申眞諝（韓国） | 準決勝(2025/4/15) - 王星昊 - 李維清 - 李欽誠 - 檀嘯 | 決勝戦(2025/4/17-18) - 王星昊 2-0 李欽誠 |